# Венгерская социалистическая рабочая партия
Венге́рская социалисти́ческая рабо́чая па́ртия (венг. Magyar Szocialista Munkáspárt, MSZMP) — правящая коммунистическая партия Венгерской Народной республики в 1956—1989 годах.

## История
Официально создана 1 ноября 1956 года вместо распущенной 30 октября по инициативе премьер-министра Имре Надя Венгерской партии трудящихся.
Принявший решение о роспуске ВПТ Президиум Центрального руководства ВПТ сформировал Временный исполком из 7 человек во главе с Яношем Кадаром. В его состав также вошли Ференц Донат, Шандор Копачи, Геза Лошонци, Дьёрдь Лукач, Имре Надь и Золтан Санто. Однако во Временном исполкоме преобладали сторонники Имре Надя и после 4 ноября 1956 года был сформирован Временный Центральный комитет ВСРП.
11 ноября 1956 года Кадар провел в Будапеште первое заседание Временного Центрального комитета ВСРП из 23 членов и 11 кандидатов. После этого начался процесс построения новой партийной структуры. Первый пленум Временного ЦК прошёл 2, 3 и 5 декабря 1956 года в Будапеште.
ВСРП была реорганизована на базе прежних кадров и структур ВПТ Я. Кадаром и группой активистов при поддержке СССР. Кадар и его сторонники были до определённого момента союзниками И. Надя, лидера Венгерского восстания 1956 г., поскольку, как и он, отрицали сталинизм и другие крайности, свойственные свергнутому режиму М. Ракоши — Э. Герё, однако, в отличие от Надя, были сторонниками сохранения тесных связей с СССР (Надь стремился к выходу Венгрии из Варшавского блока и её нейтралитету) и в то же время — широкой политической амнистии по принципу «кто не против нас, тот с нами» (Надь попустительствовал расправам над бывшими активистами режима Ракоши).
Центральным органом Венгерской социалистической рабочей партии стала газета «Непсабадшаг» («Народная свобода»). 
ВСРП ориентировалась на идеологию марксизма-ленинизма, однако, в отличие от прежней ВПТ, распущенной после Венгерского восстания 1956 г., отказалась от идеологии сталинизма, допускала в экономике многие элементы частной собственности на средства производства и предпринимательства.
Первым секретарем, а с 28 марта 1985 года — Генеральным секретарём ЦК ВСРП был Янош Кадар (1 ноября 1956 года — 22 мая 1988 года), а с 22 мая 1988 года по 7 октября 1989 года — Карой Грос. Кадар с 22 мая 1988 года по 10 мая 1989 года занимал церемониальный пост Председателя Партии.
На пленуме ЦК 25 июня 1987 года были приняты во многом определяющие кадровые решения. Карой Немет был освобождён от обязанностей заместителя генерального секретаря ВСРП, на эту должность был избран Дьёрдь Лазар, освобождённый от должности Председателя Совета Министров. Председатель Президиума ВНР Пал Лошонци и Председатель Национального Собрания Иштван Шарлош — освобождены от обязанностей членов Политбюро ЦК. Ференц Хаваши освобождён от обязанностей секретаря ЦК по экономике (и переведён секретарём Будапештского горкома партии), Иштван Хорват — от обязанностей секретаря ЦК, курирующего административные вопросы. Членами Политбюро были избраны Янош Берец и Ю. Чехак, секретарями ЦК — Миклош Немет, Д. Фейти и Я. Лукач. Новым Председателем Президиума ВНР стал Карой Немет, а главой правительства Карой Грос.
С 24 июня 1989 года партию возглавлял Президиум в составе: председатель партии Режё Ньерш, генеральный секретарь Карой Грос, премьер-министр Миклош Немет, государственный министр Имре Пожгаи. За исключением К. Гроса, члены нового Президиума стремились к отказу от руководящей роли ВСРП в Венгрии, отказу от идеологии марксизма-ленинизма и переходу партии на платформу социал-демократии, поэтому власть в партии перешла от Гроса к группе его оппонентов, хотя Грос формально и занимал более высокий пост.
На съезд, состоявшийся в октябре 1989, не были избраны 5 из 21 члена Политисполкома, а из членов ЦК – более двух третей. 7 октября 1989 года партия была преобразована в социал-демократическую (с отрицанием принципов демократического централизма, диктатуры пролетариата и без перехода в неё «всех, кто хотя бы косвенно причастен к нарушениям законности») и получила название Венгерская социалистическая партия (ВСП). Противники преобразований в партии, сохранившие верность идеологии марксизма-ленинизма, оказались на партийном съезде в меньшинстве (решение об образовании ВСП было принято 1202 голосами при 159 против /включая К. Гроса/ и 38 воздержавшихся). Отделившись от ВСП, 17 декабря 1989 года они образовали новую партию под прежним названием ВСРП, а её председателем был избран Дьюла Тюрмер. В начале 1990 года ВСРП по официальной численности была самой многочисленной партией Венгрии, однако не имела поддержки и потерпела полное поражение на первых альтернативных парламентских выборах в 1990 году.
В 1993 году новая ВСРП была переименована в Венгерскую рабочую партию, которая позднее раскололась на Венгерскую коммунистическую рабочую партию во главе с Тюрмером и Венгерскую рабочую партию во главе с Ласло Фазекашем.

## Организационная структура
Высший орган — Съезд (Kongresszus), исполнительный орган — Центральный Комитет (Központi Bizottság), между заседаниями — Политическое Бюро (Politikai Bizottság), исполнительные органы местных организаций — окружные комитеты (megyei bizottság), городские комитеты (városi bizottság) и общинные комитеты (községi bizottság), исполнительные органы первичных организаций — заводские комитеты (Üzemi bizottság).
Партия располагала своей военизированной структурой — «Рабочей милицией» (Munkásőrség), которую последовательно возглавляли генералы Лайош Халаш, Арпад Папп, Шандор Борбей. Командование «Рабочей милиции» занимало в партии наиболее консервативные политико-идеологические позиции.

## Съезды ВСРП
После образования ВСРП как правопреемницы КПВ и ВПТ нумерация съездов была продолжена от VI съезда ВПТ.
- VII съезд ВСРП (30 ноября — 5 декабря 1959 года, Будапешт) — утвердил Директивы к 2-му пятилетнему плану развития экономики (1961—1965), подтвердил курс на индустриализацию страны. Поставлена задача завершить строительство основ социализма и перейти к построению «полного социалистического общества».
- VIII съезд ВСРП (20 — 24 ноября 1962 года, Будапешт) — констатировал, что основы социализма в Венгрии построены.
- IX съезд ВСРП (28 ноября — 3 декабря 1966 года, Будапешт) — утвердил Директивы к 3-му пятилетнему плану (1966—1970) и одобрил основные принципы реформы хозяйственного механизма.
- X съезд ВСРП (23 — 27 ноября 1970 года, Будапешт) — констатировал, что основные принципы хозяйственной реформы себя оправдали, и утвердил Директивы к 4-му пятилетнему плану (1971—1975)
- XI съезд ВСРП (17 — 22 марта 1975 года, Будапешт) — определил задачи развития страны на перспективу 10-15 лет и одобрил контрольные цифры 5-го пятилетнего плана (1976—1980)
- XII съезд ВСРП (24 — 27 марта 1980 года, Будапешт) — выдвинул задачу упрочения социалистических производственных отношений и одобрил контрольные цифры 6-го пятилетнего плана (1981—1986)
- XIII съезд ВСРП (25 — 28 марта 1985 года, Будапешт) — поставил задачу продолжить работу по строительству развитого социалистического общества" и утвердил планы 7-й пятилетки (1986 −1990). Взамен поста Первого секретаря ЦК ВСРП учрежден пост Генерального секретаря ЦК ВСРП, который занял Янош Кадар.
- Съезд «89» (6 — 9 октября 1989 года, Будапешт) — 7 октября 1989 года принял решение о создании Венгерской социалистической партии без официального объявления о роспуске или самороспуске ВСРП.
- XIV съезд ВСРП (17 — 18 декабря 1989 года, второй этап — январь 1990 года, Будапешт) — принял решение о продолжении деятельности ВСРП.

## Конференции  ВСРП
- Всевенгерская конференция ВСРП (27 – 29 июня 1957 года, Будапешт) – первый форум новообразованной партии. Приняла решение о дальнейшем укреплении существующего строя.
- Конференция ВСРП по идеологическим вопросам (24 – 26 сентября 1964 года, Будапешт)
- Всевенгерская конференция ВСРП (20 – 22 мая 1988 года, Будапешт) – произвела кадровые изменения в руководстве партии. Янош Кадар занял пост Председателя партии, пост генерального секретаря передан Карою Гросу. Приняты решения о проведении новых политических и экономических  реформ.

## Численность партии
- июнь 1957 года – 346.000 членов
- сентябрь 1962  года – 511.965 членов
- 1970 год – 662.397 членов
- март 1980 года – 811.833 члена
- март 1985 года – 870.992 члена
- осень 1987 года – 880.000 членов
- конец 1988 года – 801.000 членов
- октябрь 1989 года – 730.000 членов

В декабре 1989 года в рядах ВСРП пожелали остаться 65.000 членов